# Adriano Galliani
Adriano Galliani (* 30. července 1944 Monza, Itálie) je italský sportovní ředitel, politik a podnikatel. Je známým tím že spolupracoval s Berlusconim, nejen v podnikání ve společnosti Fininvest, ale také ve fotbalovém klubu AC Milán v letech 1986 až 2017 když byl generálním ředitelem. Za 31 let byl u 29 trofejí a také dvakrát zastával roli místopředsedy klubu (2004–2006, 2008–2017). V letech 2002 až 2006 byl prezidentem fotbalové ligy a v letech 2013 až 2017 byl jejím viceprezidentem. Od roku 2018 je generálním ředitelem fotbalového klubu AC Monza a od roku 2022 je zástupcem viceprezidenta klubu.
V letech 2018 až 2022 byl senátorem republiky.